# Kammerråd
Kammerråd var oprindeligt en ældre dansk betegnelse for en embedsmand ved Statens finansvæsen (jf. kameralvidenskab), men blev senere brugt som en ærestitel, som blev uddelt bredt i det danske samfund til personer, som havde gjort en fortjenstfuld indsats. Titlen er nu afskaffet.
Ifølge forordning om rangen af 14. oktober 1746 var kammerråder placeret i 7. klasse (af i alt ni) som nr. 2 og "virkelige" kammerråder i 6. klasse som nr. 2. En kammerråd skulle tituleres "velædle og velbyrdige Herre", jf. "Titulaturer til Rangspersoner i alfabetisk Orden", i: C. Bartholin, Almindelig Brev- og Formularbog, bd. 1-2, København 1844, ktl. 933; bd. 1, s. 49-56.
I H.C. Andersens eventyr Portnøglen skrevet i 1872, kan man bl.a. læse følgende:
"Hans Fader skubbede ham ind paa et Contor, hans Moder skubbede ham ind i Ægtestanden, og hans Kone skubbede ham op til Kammerraad, men det Sidste sagde hun ikke, hun var en besindig, brav Kone, der taug paa rette Sted, talte og skubbede paa rette Sted."
Mellempartiet blev spøgefuldt kaldet "kammerrådspartiet" pga. dets målgruppe.
I Hørsholm findes vejen Kammerrådensvej.